# Varanus semiremex
Varanus semiremex — невеликий вид варанів. Це ендемік Квінсленда, Австралія.
Вид напівводний і в основному населяє водно-болотні угіддя, особливо мангрові ліси, а також узбережжя островів. Його раціон складається в основному з комах, риби, крабів, жаб і дрібніших ящірок.

## Морфологічні особливості
Варан досягає максимальної загальної довжини близько 60 см із довжиною голови й тулуба від 25 до 27 см. Довжина хвоста в 1,6 рази перевищує довжину голови і тулуба. Хвіст круглий у поперечному перерізі біля основи, але в останніх двох третинах він сплощений з боків, як гребний хвіст. Цей варан переважно сіро-коричневий і позначений численними чорнуватими плямами та крапками, які розташовані тонкою сіткою зверху тіла. Черево має колір від білого до кремового і має неправильні коричневі смуги. Північні популяції на півострові Кейп-Йорк мають темніший колір, ніж південні тварини, і мають коричневі або білі плями на очах на шиї та тілі.

## Спосіб життя
Цей варан активний вдень; він мешканець дерев і вмілий плавець; частково водний. Varanus semiremex досить сором'язливий і ховається від загрози і вночі в дуплах дерев з гілок, що звисають над водою в мангрових заростях. Дієта складається з комах, геконів, жаб, ракоподібних, таких як краби та риба. Зрідка раціон доповнюють дрібні ссавці. Їжу шукають на деревах, на землі, на відкритих ділянках під час відпливу та у воді. Носові соляні залози дозволяють варану споживати морських, солоних тварин, таких як краби, і робити солону воду придатною для пиття. Самці вступають у битви за самиць, типові для варанів; після спарювання в кінці сезону дощів (лютий–квітень) самиця відкладає 2–14 яєць.